# Zweedstalige Finnen

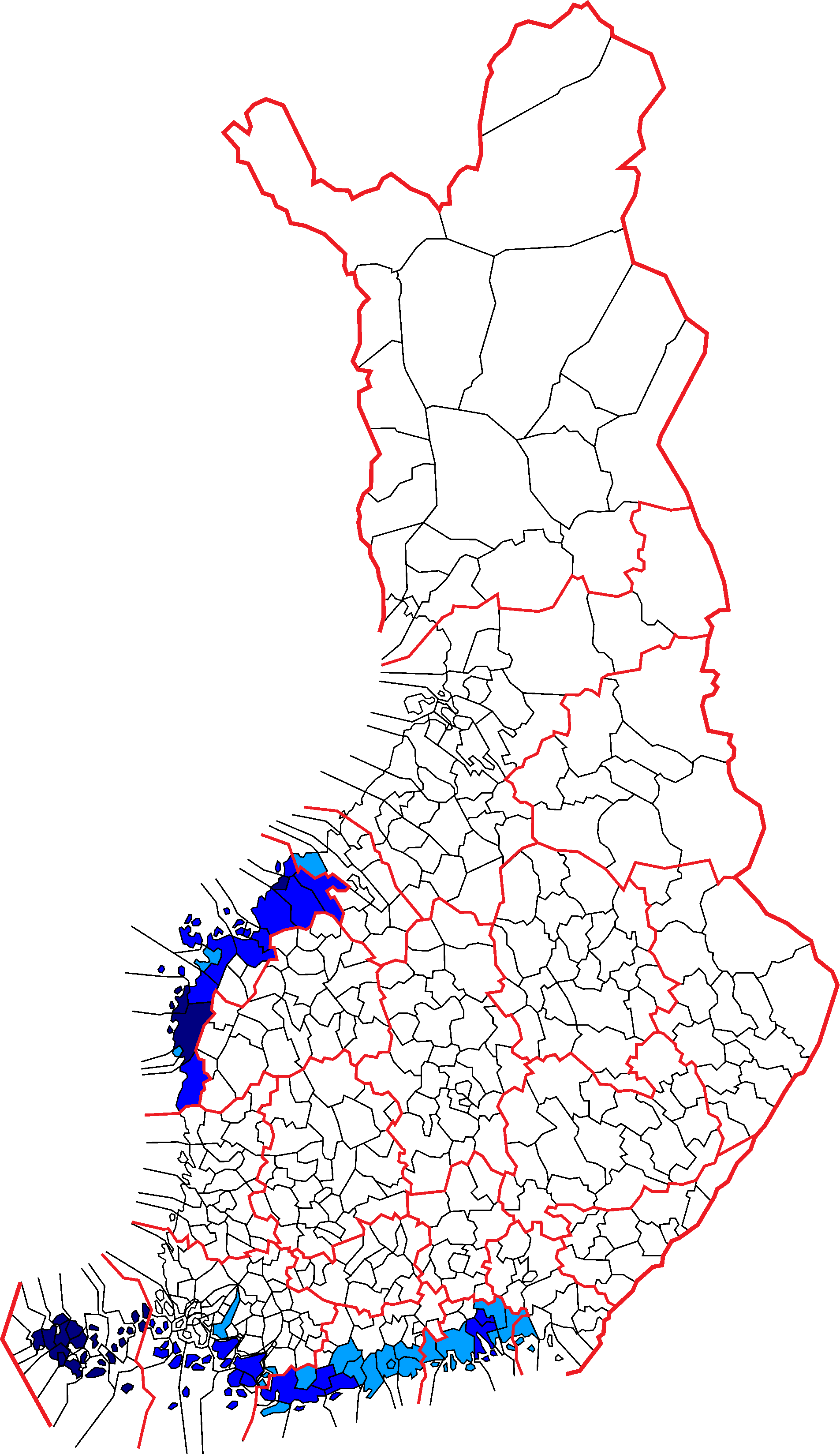
Gebieden waar een groot deel van de Finse bevolking het Zweeds als moedertaal heeft

Officieuze vlag van de Zweedstalige Finnen

De Zweedstalige Finnen (Zweeds: finlandssvenskar, Fins: suomenruotsalaiset) vormen een Finse bevolkingsgroep die het Zweeds als moedertaal heeft. Het Zweeds is de tweede officiële taal in Finland, en 115 van de 414 gemeenten in Finland kennen tweetaligheid.
De bevolkingsgroep telt ongeveer 25.000 mensen in de autonome regio Åland, waar het Zweeds grondwettelijk vastgelegd de enige officiële taal is, en 265.000 mensen in de rest van Finland, voornamelijk aan de zuid- en de westkust. Samen vormen ze circa 5,5% van de totale Finse bevolking. De Zweedstaligen maken een steeds kleiner wordend deel van de Finse bevolking uit; begin 19e eeuw waren ze nog 15% van de Finse bevolking. De bevolkingsgroep stamt af van migranten, die zich na de Zweedse verovering van Finland in de 13e eeuw vestigden in zuidelijk Finland, dat toen door de Zweedse overheid Österland ("Oosterland") genoemd werd. In de zes eeuwen dat Finland een deel van Zweden was, en in de eeuw nadat het land in 1809 een autonome Russische provincie werd, bleef het Zweeds de cultuur- en bestuurstaal. Na 1860 kreeg het Fins stapsgewijs een officiële status in onderwijs en bestuur. Na de onafhankelijkheidsverklaring in 1917 werd Fins de eerste staatstaal en Zweeds de tweede.
Een aantal persoonlijkheden uit de Zweedstalige maatschappelijke bovenlaag kreeg in de tweede helft van de 19de eeuw belangstelling voor het Fins. Zij werden tweetalig, vaak bij voorkeur Finstalig, en namen de leiding in de Finse nationale beweging en bij de bevordering van het gebruik van het Fins. 
De Zweedstalige Finnen spreken Zweedse dialecten die gezamenlijk Finland-Zweeds genoemd worden. Het verschil tussen het Zweeds zoals dat in Finland wordt gesproken en het Zweeds in Zweden is vooral de uitspraak, de taalmelodie en de duidelijke invloed van het Fins op de Finland-Zweedse dialecten.
De Zweedse Volkspartij, opgericht in 1906, heeft de belangenbehartiging van de Zweedstalige Finnen als doelstelling. De partij neemt sinds 1979 onafgebroken deel aan de Finse regering, waaronder de regering-Vanhanen (2003-2010). Dat voorkwam dat in het parlement de voorstanders van de afschaffing van het Zweeds als officiële taal hun doel konden bereiken, maar het voorkwam niet dat de status van het Zweeds als taal van de maatschappelijke bovenlaag devalueerde. Zweedstalige Finnen ontvangen via het onderwijs verplicht een Finse taalbeheersing, Finstaligen buiten Åland een Zweedse taalbeheersing.

## Bekende Zweedstalige Finnen
Al degenen die tot de maatschappelijke bovenlaag behoorden waren tot aan de Tweede Wereldoorlog Zweedstalig, de meesten van huis uit en de anderen door hun school en universitaire opleiding. Bij de hieronder genoemden gaat het om Zweedstaligen van huis uit, waarvan er velen Fins leerden als tweede taal. Sommigen waren weliswaar Zweedstalig van huis uit maar namen later bewust een nationaal Finse identiteit aan.
- Carl Johan Adlercreutz (1759-1815), generaal
- Bo Carpelan (1926-2011), schrijver, criticus en vertaler
- Bernhard Henrik Crusell (1775-1838), componist
- Albert Edelfelt (1854-1905), kunstschilder en illustrator
- Karl-August Fagerholm (1901-1984), politicus
- Fredrik Idestam (1838-1916), stichter van het bedrijf Nokia
- Marcus Grönholm (1968), autocoureur en tweevoudig wereldkampioen rally
- Gunnar Höckert (1910-1940), Olympisch atletiekkampioen
- Tove Jansson (1914-2001), schrijver, kunstschilder en illustrator
- Pernilla Karlsson (1990), zangeres
- Marika Krook (1972), zangeres van de band Edea
- Carl Gustaf Mannerheim (1867-1951), legeraanvoerder en president van Finland
- Adolf Erik Nordenskiöld (1832-1901), ontdekkingsreiziger
- Johan Ludvig Runeberg (1804-1877), dichter
- Jean Sibelius (1865-1957), componist
- Julius Skutnabb (1889-1965), Olympisch schaatskampioen
- Edith Södergran (1892-1923), dichteres
- Tim Sparv (1987), voetballer
- Clas Thunberg (1893-1973), Olympisch schaatskampioen
- Linus Torvalds (1969), initiator van het besturingssysteem Linux
- Franz Wathén (1878-1914), eerste Finse wereldkampioen allround-schaatsen
- Kjell Westö (1961), schrijver en dichter
- Michael Widenius (1962), initiator van MySQL